# Монархи Тонги
Король Тонга (англ. The King of Tonga) — глава Тонга. Страна является наследственной конституционной монархией. Единственное королевство в Океании (если не считать те государства, где формально главой является монарх Великобритании). 
Действующая Конституция страны была дарована королём Джорджем Тупоу I 4 ноября 1875 года. Её появление стало важным этапом в государственном развитии Королевства и кульминационным моментом в политической деятельности Тупоу I по модернизации тонганского общества и обеспечению внутренней стабильности и единства страны. Отчасти благодаря Конституции Королевство на протяжении всего XIX века оставалось единственным независимым островным государством Океании. Ниже приведён список правителей королевства Тонга. Абсолютная королевская власть сформировалась на архипелаге только в 1845 году. До этого существовала ступенчатая система власти, которая видоизменялась на протяжении веков. Правителей домонархического периода следует смотреть в статьях Туи-тонга, Туи-хаатакалауа и Туи-канокуполу.

## Королевские права и обязанности
Согласно Конституции, личность короля священна, а сам он является повелителем всех вождей и всего народа Тонга. Он управляет страной, но ответственность несут министры. Все законопроекты, прошедшие через Законодательную Ассамблею, должны быть подписаны королём, прежде чем они вступят в силу. Король Тонга является Верховным главнокомандующим сухопутных и морских сил. Он назначает всех офицеров, осуществляет регулирование подготовки и контроля за военными силами, обладает правом объявления войны (с разрешения Законодательной Ассамблеи). Король Тонга обладает правом помилования (с разрешения Тайного совета), правом созыва и роспуска по собственному усмотрению Законодательной Ассамблеи, правом подписания договоров с иностранными государствами (при условии, что эти договоры соответствуют внутреннему законодательству Королевства), назначения дипломатических представителей Тонга в других государствах, награждения почётными титулами. Король не может изменять таможенные пошлины без согласия Законодательной Ассамблеи.
Согласно Конституции Тонга, правом принятия законов обладает Король и Законодательная Ассамблея. После принятия Законодательной Ассамблеей билля большинством голосов в трёх чтениях, законопроект должен быть передан на утверждение Королю. После подписания Королём билль подлежит официальному опубликованию (дата публикации является датой вступления закона в силу). В свою очередь, Король имеет право отклонить законопроект. В этом случае, билль может быть рассмотрен Законодательной Ассамблеей только на следующей сессии.
Королевской прерогативой является назначение всех министров. Министры занимают свои посты столько времени, сколько пожелает монарх, или в течение того периода времени, который определён в их комитетах.
Король с согласия Кабинета министров назначает губернаторов округов Хаапай и Вавау, которые одновременно являются членами Законодательной Ассамблеи и Тайного Совета Тонга. Губернаторы несут ответственность за исполнение законов в их округах.
При Короле действует Тайный совет, который содействует монарху в осуществлении ряда его функций. Он состоит из членов Кабинета министра, губернаторов и любых других лиц, назначение которых Король посчитает нужными. Ни одно из распоряжений Короля и Тайного совета не может вступить в силу без подписи соответствующих министров, которые несут ответственность за это распоряжение.
Верховный суд Тонга состоит из Верховного судьи и других судей, назначаемых Королём с согласия Тайного совета (в случае необходимости в Конституции предусматривается коллегия присяжных). Верховный суд наделён исключительным правом рассматривать дела общего права и права справедливости по вопросам нарушения Конституции и законов Королевства, а также вопросы, касающиеся международных договоров с иностранными государствами, министрами и консулами, и дела, касающиеся дипломатических агентов, консулов и морского права.
В Тонга существуют постоянные вооружённые силы, известные как Силы обороны Тонги (англ. Tonga Defence Services). Основными их функциями являются защита королевства, поддержка гражданской власти, помощь ей в поддержании порядка и другие функции и обязанности, осуществление которых возложено на них Королём.

## Туи-тонга
Примерно в X веке на островах Тонга установилась власть королевской династии туи-тонга, основателем которой, согласно местным мифам, стал сын бога Тагалоа и смертной девушки по имени Илавеха. Представители династии обладали не только абсолютной политической, но и религиозной властью, однако в XV веке двадцать четвёртый по счёту туи-тонга отказался от политической власти, передав её представителю родственного клана туи-хаатакалауа. Тем не менее он сохранил за собой религиозную власть. Точная причина данного шага неизвестна. Согласно одному из предположений, это была попытка реформирования политической системы общества, согласно другой, политическая деятельность туи-тонга вызвала недовольство среди местного населения, поэтому он был вынужден уплыть (или был изгнан) в Самоа, где провёл длительное время. Так как попытки установить свою власть на островах Вавау не увенчались успехом, туи-тонга был вынужден смириться с передачей политической власти туи-хаатакалауа. Только после этого ему было разрешено вернуться на родину. Окончательно титул был упразднён в 1865 году со смертью Лауфилитонга.
1. Ахоэиту (ок. 950) — божественный отец, первый представитель династии туи-тонга, поселившийся сначала в Попуа, а затем в других местах округа Ханаке (например, в Толоа рядом с Фуаамоту).
2. Лолофакангало
3. Фангаонеоне
4. Лихау
5. Кофуту
6. Калоа
7. Маухау
8. Апуанеа
9. Афулунга
10. Момо
11. Туитатуи
12. Талатама
13. Туитонгануи ко э Таматоу
14. Талаихаапепе
15. Талакаифаики
16. Талафапите
17. Туитонга Маакитоэ
18. Туитонга Пуипуи
19. Хавеа I
20. Татафуэикимеимуа
21. Ломиаэтупуа
22. Хавеа II
23. Такалауа
24. Кауулуфонуа I
25. Вакафуху
26. Пуипуифату
27. Кауулуфонуа II
28. Тапуоси
29. Улуакимата I
30. Фатафехи
31. Кауулуфонуа III
32. Улуакимата II
33. Туипулоту (I) иланги Туофефафа
34. Факанаанаа
35. Туипулоту (II) иланги Туотеау
36. Паулахо
37. Маулупекотофа
38. Фуанунуиава
39. Лауфилитонга

Последний туи-тонга умер, не оставив наследников. После этого титул был упразднён.

## Туи-канокуполу
Туи-канокуполу (Tuʻi Kanokupolu) — правители Тонга с начала XVII века по настоящее время. Король Тонга Джордж Тупоу I стал в 1875 году 19-м туи-канокуполу.
В первой половине XVII века реальную власть на Тонга, отстранив туи-хаатакалауа, захватили правители, носившие титул туи-канокуполу (что-то вроде военного министра). А в начале XVIII века правивший тогда туи-канокуполу даже ликвидировал должность туи-хаатакалауа.
| Туи-канокуполу             | Годы правления |
| -------------------------- | -------------- |
| Нгата                      | ок. 1620       |
| Ата-матаила                |                |
| Матаэле-туа-пико           |                |
| Матаэле-хаамеа             |                |
| Маафуо                     |                |
| Тупоу-мохеофо              |                |
| Тупоу-вагуи                | ок. 1777       |
| Туи Халафатаи              |                |
| Тупоу-лахисии              | ок. 1780—1790  |
| Мумуи                      | 1790—1797      |
| Финау Тукуахо              | 1797—1799      |
| Маафу-лимолуа              | 1799           |
| Тупоу-малохи               | 1799—1809      |
| Тупоу-тоа                  | 1809—1820      |
| Алеа-мотуа (Джосайя Тупоу) | 1820—1845      |
| Тауфаахоу (Джордж Тупоу)   | 1845—1875      |

В 1865 году умер, не оставив наследников, последний туи-тонга, и туи-канокуполу Тауфаахоу был провозглашён королём Тонги под именем Джордж Тупоу I.

## Короли Тонга

### Династия Тупоу
| Портрет | Имя                | Дата рождения  | Дата смерти      | Начало правления | Окончание правления | Примечания           |
| ------- | ------------------ | -------------- | ---------------- | ---------------- | ------------------- | -------------------- |
|         | Джордж Тупоу I     | 4 декабря 1797 | 18 февраля 1893  | 4 ноября 1875    | 18 февраля 1893     | первый король страны |
|         | Джордж Тупоу II    | 18 июня 1874   | 5 апреля 1918    | 18 февраля 1893  | 5 апреля 1918       | правнук предыдущего  |
|         | Салоте Тупоу III   | 13 марта 1900  | 16 декабря 1965  | 5 апреля 1918    | 16 декабря 1965     | дочь предыдущего     |
|         | Тауфаахау Тупоу IV | 4 июля 1918    | 10 сентября 2006 | 16 декабря 1965  | 10 сентября 2006    | сын предыдущей       |
|         | Джордж Тупоу V     | 4 мая 1948     | 18 марта 2012    | 11 сентября 2006 | 18 марта 2012       | сын предыдущего      |
|         | Тупоу VI           | 12 июля 1959   | Ныне здравствует | 18 марта 2012    | Царствует           | брат предыдущего     |